# Góry Darwaskie
Góry Darwaskie (tadż. қаторкӯҳи Дарвоз, trl.: ķatorkūḩi Darvoz, trb.: katorkuhi Darwoz) – pasmo górskie w północno-zachodnim Pamirze, w Tadżykistanie. Wschodnia część należy do Pamiru i łączy się z Górami Akademii Nauk. Pasmo rozciąga się na długości ok. 200 km. Najwyższy szczyt ma wysokość 6083 m n.p.m. Zbudowane głównie z łupków metamorficznych i granitu. Na stokach występuje roślinność stepowa oraz drzewa i krzewy (na północy klon i orzech, na południu jałowiec i migdałowiec), w wyższych partiach łąki. Występują lodowce górskie.